# Dolmen de Champvermeil
Le dolmen de Champvermeil est un dolmen situé à Bidon, en France.

## Description
Dessin du dolmen de Champvermeil par Jules Ollier de Marichard

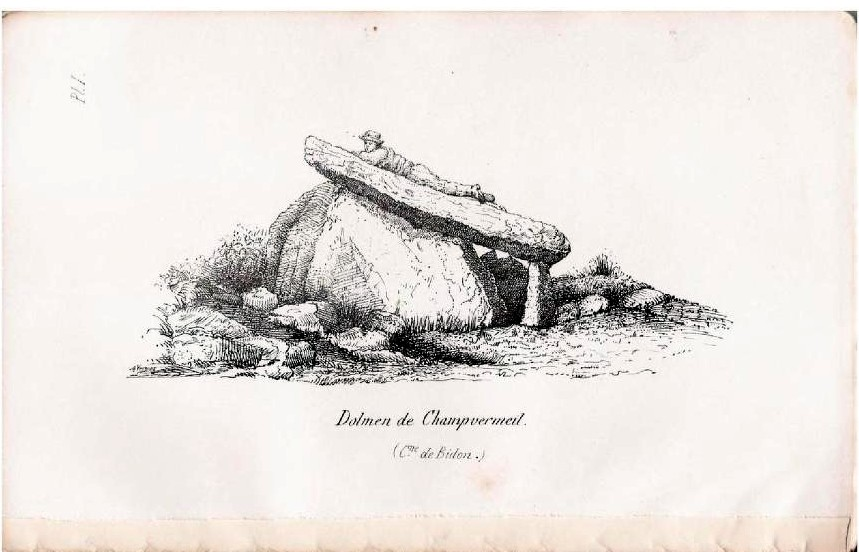
Monuments mégalithiques du Vivarais Bidon 01.

## Localisation
Le dolmen est situé sur la commune de Bidon, dans le département français de l'Ardèche.

## Historique
L'édifice est classé au titre des monuments historiques en 1910.